# Freescale Semiconductor
Freescale Semiconductor, Inc. — колишній американський виробник напівпровідників. Компанія була створена в результаті продажу сектору напівпровідникових продуктів компанії Motorola у 2004 році. Freescale спрямувалв свою продукцію інтегральних схем на автомобільний, вбудований та комунікаційний ринки. У 2006 році компанія була куплена групою приватних інвесторів, а згодом об'єднана з NXP Semiconductors у 2015 році.

## Історія

### Виділення з Motorola і перше IPO
Станом на 2003 рік, сектор напівпровідникових продуктів Motorola заробив 5 мільярдів доларів США на продажах напівпровідників у 2002 році (з 27 мільярдів доларів США продажів всієї Motorola).
Motorola оголосила, що їх напівпровідниковий підрозділ буде проданий 6 жовтня 2003 року і матиме тимчасову назву SPS Spinco
Freescale завершила своє первинне публічне розміщення акцій (IPO) 16 липня 2004 року за ціною 13 доларів США. У своєму оголошенні вона оцінювала ціну акцій у 17,50-19,50 доларів США, але після охолодження ринку акцій технологічних компаній знизила ціну до 13 доларів США. Існуючі акціонери акцій Motorola отримали 0,110415 акцій акцій Freescale за кожну акцію акцій Motorola в якості дивідендів, які були розподілені 2 грудня 2004 р..

### Викуп
15 вересня 2006 року Freescale погодилася прийняти пропозицію про викуп на суму $17,6 млрд ($40 за акцію) від консорціуму на чолі з Blackstone Group. Ціни на акції, що становили $13 під час IPO у липні 2004 року, зросли до $39,35 під час торгів у позаурочний час тієї п'ятниці, коли з'явилася ця новина, про яку ходили чутки протягом того тижня. Спеціальні збори акціонерів 13 листопада 2006 року проголосували за прийняття пропозиції про викуп. Купівля, яка завершилася 1 грудня 2006 року, як повідомляється, була найбільшим приватним викупом технологічної компанії та одним з десяти найбільших викупів на той час.

### Друге IPO
Freescale подала заявку на повторне публічне розміщення акцій 11 лютого 2011 року і завершила IPO 26 травня 2011 року. Акції Freescale котирувались на Нью-Йоркській фондовій біржі з тикером FSL. На момент IPO компанія мала непогашений борг у розмірі $7,6 млрд, і компанія була піддана розслідуванню за неправомірну поведінку, пов'язану з цим IPO.

### Злиття
Угода про злиття з NXP Semiconductors була оголошена в березні 2015 року щоб створити компанію вартістю 40 млрд доларів США. Придбання завершилося 7 грудня 2015 р..

## Продукція

### Автомобільна промисловість
Компанія анонсувала в 2011 р супутниковий акселерометр на базі MEMS-технології, мікросхеми для подушки безпеки, а також двовісний інерційний датчик, призначений для використання з системами подушок безпеки відкритого стандарту PSI5. Мікроконтролер, призначений для використання в антиблокувальних системах, а також в електронних підсилювачах керма, був випущений в 2008 р. Freescale також випускав датчики тиску для системи керування двигуном.
Аналоговий портфель SMARTMOS від Freescale забезпечує сімейство інтерфейсних мікросхем SMARTMOS з силовим приводом, декілька мікросхем виявлення перемикання, а також системні мікросхеми для гібридних транспортних засобів.
У листопаді 2008 року Freescale оголосила, що компанія буде співпрацювати з McLaren Electronic Systems для подальшої розробки системи KERS для болідів McLaren Формула-1, починаючи з 2010 року. Обидві сторони вважали, що ця співпраця покращить систему KERS McLaren і допоможе системі дойти до технологій дорожніх автомобілів.

### Інші підрозділи
Окрім MSG (Група мікроконтролерних рішень), іншими основними напівпровідниковими підрозділами Freescale була NMG (Група мережевих та мультимедійних технологій), а також RASG (Група радіочастотних, аналогових та сенсорних пристроїв). Freescale, під керівництвом IBM, також була джерелом мікропроцесорів PowerPC для Apple Computer PowerBook та Mac mini до переходу Mac на процесори Intel у 2006 році. Вони приєдналися до Power.org у 2006 році як член-засновник для розробки та просування використання Power Architecture..
Freescale та Motorola  розробили DragonBall — це малопотужна версія попередніх мікропроцесорів сімейства Motorola 68000. Freescale також мала портфоліо процесорів цифрових сигналів (DSP) на основі технології StarCore. DSP Freescale використовуються в системах широкосмугового бездротового зв'язку, Voice Over IP та відеоінфраструктури.